# بيوتي (فلم 2011)
بيوتي أو جمال (بالأفريقانية: Skoonheid) هو فيلم جنوب أفريقي صدر سنة 2011، وشارك في كتابته وأخرجه أوليفر هيرمانوس. عُرض الفيلم لأول مرة في قسم جائزة نظرة ما ضمن فعاليات دورة سنة 2011 من مهرجان كان السينمائي. اختير الفيلم ليكون الترشيح الرسمي لجنوب أفريقيا في جائزة أفضل فيلم بلغة أجنبية في حفل توزيع جوائز الأوسكار الرابع والثمانين، إلا أن الفيلم لم يُرشح ضمن القائمة النهائية للجائزة.

## طاقم التمثيل
- ديون لوتز في دور فرانسوا فان هيردين.
- رولين دانيل في دور أنيكا فان هيردين.
- سو دييفين في دور ماريكا رودت.
- تشارلي كيغان في دور كريستيان رودت.
- ألبرت ماريتز في دور ويليم رودت.
- ميشيل سكوت في دور إيلينا فان هيردن.

## الاستقبال النقدي
حظي الفيلم بمُراجعات إيجابية من النقاد. فعلى موقع روتن توميتوز، حصل الفيلم على تقيمم 83٪ بناء على مُراجعة، بمُتوسط تقييم 6.8 من 10. أشاد غالبية النقاد بأداء ديون لوتز، ووصف بيتر برادشاو من صحيفة الغارديان أداء المُمثل بأنه «أداء قوي للغاية، رغم أن الدور دقيق ومعقد» وأنه أعطى الفيلم «بُعدًا مأساويًا». كما أشاد ديفيد باركنسون من مجلة إمباير بديون لوتز، حيث أردف تقييمه الذي كان 3 من أصل 5 نجوم بما يلي: «على الرغم من هذا العُنوان، هناك قوة قبيحة لهذه الدراسة الخاصة بالهوس والغضب».

## الجوائز والترشيحات
حاز الفيلم على جائزة كوير بالم (بالإنجليزية: Queer Palm) في مهرجان كان السينمائي 2011. وحصل المُمثل ديون لوتز على إشارة خاصة في مهرجان زيورخ السينمائي لسنة 2011 لأدائه في الفيلم.

## روابط خارجية
مقالات تستعمل روابط فنية بلا صلة مع ويكي بيانات